# ميناء إغمونت

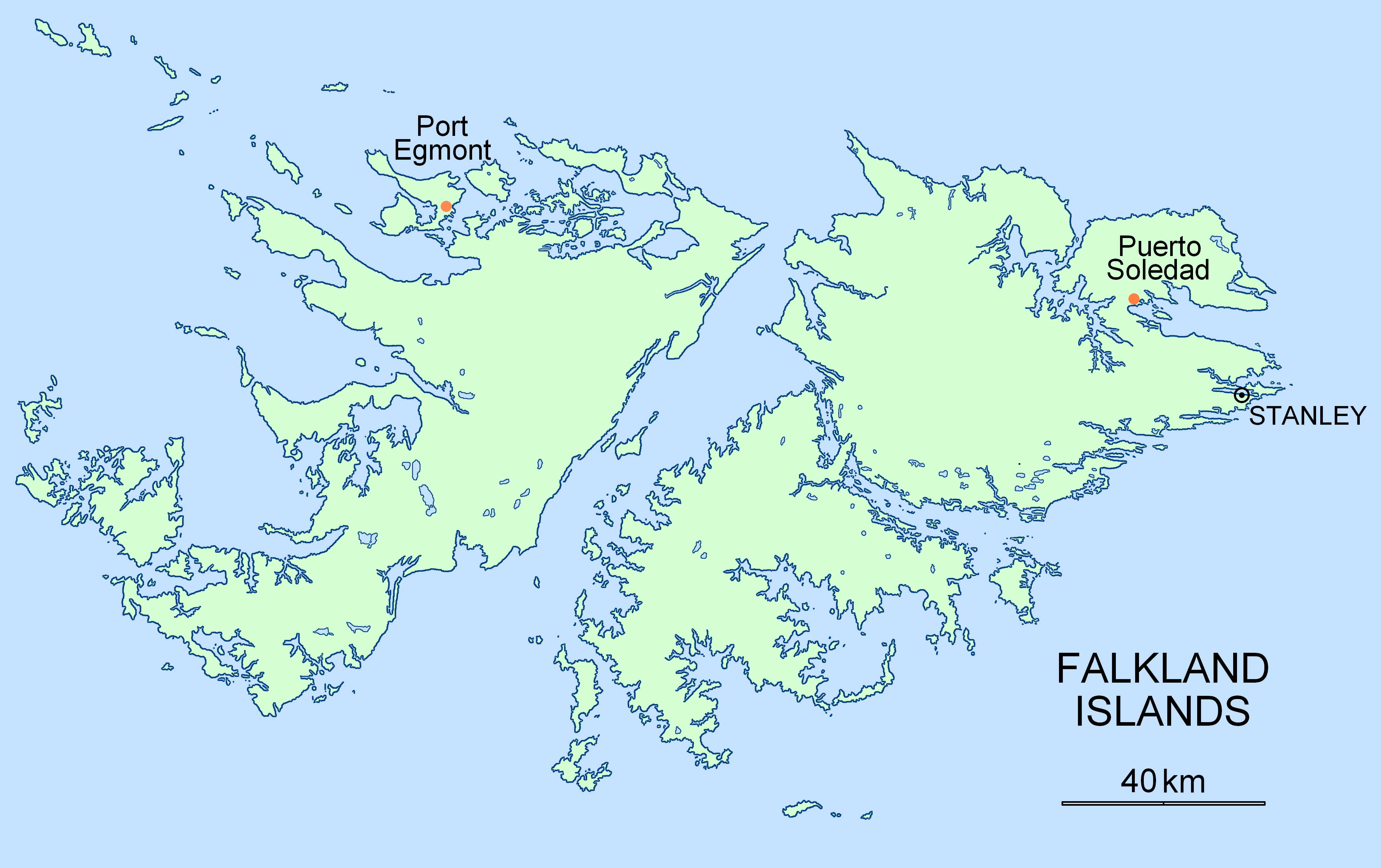
موقع ميناء إغمونت في جزر فوكلاند باللون البرتقالي (يظهر إلى أعلى يسار الصُّورة).

ميناء إغمونت هي أول مستوطنة بريطانية بُنِيت في أرخبيل جزر فوكلاند، بنيت على جزيرة صغيرة من الأرخبيل تدعى جزيرة سوندرز، وسُمِّيت نسبة إلى نبلاء إغمونت في أيرلندا. عمل على تأسيس هذا الميناء الأخير ربان إنكليزي يدعى جون ماكبرايد.
كان ميناء إغمونت قائماً إلى جانب مستوطنة أخرى في جزر فوكلاند، هي ميناء لويس التابع للإسبان، إلا أنَّه من المحتمل أنه لم يعرف أيٌّ من سكان المينائين بوُجود الميناء الآخر. بدأت بعض المشاكل بالظهور عندما اكتشف الإسبان وجود ميناء إغمونت البريطاني بجوارهم، فشنت عليه القوات الإسبانية هجوماً وأخذته من البريطانيين، وهنا اندلعت حرب قصيرة في سنة 1770، لكنها سرعان ما أوقفت عندما أعاد الإسبان الميناء إلى بريطانيا في سنة 1771.